# Българска македонска банка
Българската македонска банка е основана на 21 май 1916 година от банка „Гирдап“ в София.

## История
Намерението на „Гирдап“ е да инвестира свободните си средства и да се намеси в слабо засегнатата от банкерската дейност търговия с тютюни. Наличният капитал на банката първоначално е 10 милиона лева. Целта на банката е да извършва всякакви операции по купуване, преработване и продаване на тютюн на местния пазар или предвидени за износ, както и на други произведения в страната.
Основателите на Българската македонска банка са тясно свързани с „Гирдап“: Бончо Боев - тютюнев търговец и член на Управителния съвет на „Гирдап“, Иван Ковачев - член на УС на „Гирдап“, Марин Ковачев - депутат, представител и директор на Гюмюрджинския клон на „Гирдап“, Светослав Стайков - директор на Българската гаранционна банка. От общо 100 000 акции 68 740 са в ръцете на „Гирдап“, 8200 на Боев, 3500 на Ковачев и 8631 бр. на дружество „Независима България“.
През войната банката реализира големи печалби и в 1917 – 1918 година правно увеличава капитала си на 50 милиона лева. Ръководството на банката прави серия финансови машинации, заради които членовете на УС и счетоводителите са съдени.